# Чемерно (Илијаш)
Чемерно је насељено мјесто у Босни и Херцеговини у општини Илијаш које административно припада Федерацији Босне и Херцеговине. Чемерно се налази на западној падини Чемерске планине, на надморској висини од око 1.100 метара надморске висине. Село је удаљено 30 километара од Сарајева и око 20 километара од Илијаша. Испод села се пружа живописни кањон ријеке Мисоче са више неиспитаних пећина. Смјештено је на благој падини окружено ливадама, црногоричном и бјелогоричном шумом, које су пуне извора питке воде. Назив села, као и саме Чемерске планине, потиче вјероватно од љековите биљке која је заступљена у овом крају, а носи назив Чемерика или Авдика. Конфигурација земљишта и зима са доста снијежних дана обезбјеђује селу идеалне услове за зимске спортове. Осим старог гробља, данас у селу не постоји ни један знак да се у њему некада живјело.

## Географија
Чемерно припада Општини Илијаш, Кантону Сарајево, а административно се налази у Федерацији Босне и Херцеговине, и налази се на надморској висини од око 1.100 метара. По морфолошкој грађи земљиште је крашко подручје са увалама и вртачама, ливадама и благим падинама по обронцима Чемерске планине.

## Становништво
Чемерно су кроз цијелу историју постојања, па све до 10. 6. 1992. године насељавали искључиво Срби, што је видљиво и по пописима становништва из ранијих периода. По попису становништва из 1961. године је утврђено да у селу живи 159 особа искључиво српске националности. На пописима становништва из 1971. 1981. и 1991. године Чемерно се не појављује као засебно насеље, него као дио насељеног мјеста Хан Караула, па због тога није забиљежен број становника од 1961. године, иако се национална структура свих ових година није мијењала, све до 10. 6. 1992. године, када је на село извршен здружени напад муслиманско-хрватских снага, то јесте тзв. Армије Републике Босне и Херцеговине и Хрватског Вијећа Одбране, при чему је комплетно село спаљено и уништено, а становништво побијено на најсвирепији начин јер се у разним званичним документима село Чемерно не спомиње. Стицајем околности преживјеле су три особе, које су успјеле свједочити о извршеном злочину над 32 српска житеља Чемерна, највише старих жена и мушкараца. Манипулације са бројем и структуром становника села су видљиве и након 10. јуна 1992. године, након спаљивања села и вршења покоља над становништвом. На Чемерну су живјеле породице: Дамјановић, Трифковић и Рашевић.
Чемерно је приликом масакра 10. јуна 1992. потпуно спаљено и уништено, и данас је потпуно напуштено.
| Националност       | 1991. | 1981. | 1971. | 1961. |
| Срби               |       |       |       | 159   |
| остали и непознато |       |       |       |       |
| Укупно             | '     | '     | '     | 159   |

| Демографија | Демографија | Демографија |
| Година      | Становника  | Становника  |
| ----------- | ----------- | ----------- |
| 1961.       | 159         |             |

## Жупа Чемерно
Нарочито је симптоматично и лицемјерно од стране Католичке цркве једно своје управно тијело, тачније жупу назвати по овом чисто православном селу. Наиме 1882. године, одвајањем појединих мјеста од сарајевске жупе, формирана је Жупа Чемерно, иако у самом насељеном мјесту Чемерну, није било католичких породица, нити католичких вјерских објеката. Чак се и сама жупна црква ове жупе налази у селу Тарачин До, гдје католичко становништво и живи. Према Именику клера и жупа за 1883. годину а према подацима из 1882, у жупи Чемерно спомињу се сљедећа насеља са бројек вјерника приказаним у загради: Богшић — Бокшићи (21), Гора (79), Грабљева њива (10), Каменице (47), Коновик (14), Копошићи — Копушићи (36), Криваче (14), Крузи (20), Кожље (47), Љетовик (15), Љубина (24), Насићи (54), Ријека (24), Солаковићи (37), Тисовик (40), Улиштовићи (47), Видотина (21) и Вишњица са 60 католика. Из овог списка, јасно је видљиво да у селу Чемерно, по коме је названа жупа, те 1882. године није живио ни један католик, а каснији пописи, што државни, што они спроведени од стране католичке цркве, међу које спадају: Именик клера и жупа за 1885. годину, Именик клера и жупа за 1910. годину, Шематизам за 1932. годину, Шематизам за 1961. годину, Подаци о броју католика Жупе Чемерно на дан 31. децембар 2001. године, Подаци из 2005. године јасно говоре да у селу Чемерну, од године оснивања ове Жупе, до данас није живио ни један католик. Због ратних дешавања, данас се сједиште Жупе привремено налази у Доњој Јошаници у Вогошћи крај Сарајева.

## Историја
Кроз историју се није десило ни током Првог свјетског рата, ни током Другог свјетског рата, да је на Чемерну било страдалих и погинулих цивила, све до 1992. године, када су 10. јуна удруженим снагама, муслиманске тзв. Армије Републике БиХ и Хрватског Вијећа Одбране, опколили српско село Чемерно у сарајевској општини Илијаш и на најмонструознији начин убили 32 цивила и запалили петнаестак кућа. За овај злочин, почињен над недужним и ненаоружаним грађанима, међу којима је било осам жена и једно дијете, до данас нико није одговарао, није чак подигнута ниједна оптужница, иако је МУП Републике Српске само дан након стравичног масакра у Чемерну поднио кривичну пријаву. У селу се налази споменик који су преживели подигли у знак сећања на жртве масакра у Чемерну. Жртве су након злочина сахрањене у заједничку гробницу у јуну 1992, а ексхумиране у мају 1999. године. На инсистирање власти Општине Илијаш које су одбијале да преживелима дају дозволу за подизање споменика, натпис на споменику умјесто „Жртве ратног злочина“ гласи „Жртве збивања из рата у БиХ“.
У Чемерну су 10. јуна 1992. припадници тзв. Армије Републике БиХ извршили покољ српског становништва. Тог дана је убијено 32 Срба. Ово је уједно и највећи покољ српског становништва у једном дану који се десио на простору ширег региона Сарајева у периоду између 1992. и 1995. године.

## Привреда
Село Чемерно, као и сама Чемерска планина има перспективан привредни потенцијал. Овдје се прије свега налази огромно шумско богатство, неистражене минералне сировине, а подручје је идеално за развој лова, туризма, зимских спортова, екстремних спортова, као и за изградњу малих хидроцентрала на ријеци Мисочи, као и развој самог риболова. С обзиром да у овим крајевима, никада није кориштено вјештачко ђубриво, Чемерно је идеално мјесто за узгој органске хране. Мјесто је богато разним дивљим плодовима попут, сибирске боровнице, дрењине, шипурка и разних врста гљива. Чиста, бистра и незамућена вода је битан природни потенцијал за флаширање воде које би могло постати познати бренд. Мјесто је увијек било богато дивљим животињама, поготову у периоду након 1992. године када је село остало без становника, дивљач се још више размножавала, на основу чега је данас постало идеално мјесто за развој ловног туризма.

## Споменик
У насељу се налази споменик који су преживјели подигли у знак сјећања на жртве масакра у Чемерну. Жртве су након злочина сахрањене у заједничку гробницу у јуну 1992, а ексхумиране у мају 1999. године. На инсистирање власти Општине Илијаш које су одбијале да преживјелима дају дозволу за подизање споменика, натпис на споменику умјесто „Жртве ратног злочина“ гласи „Жртве збивања из рата у БиХ“.